# Тимъти Дуайт
Тимъти Дуайт (на английски: Timothy Dwight) (1752 – 1817) е американски поет, един от първите певци на младата американска нация, известен с 11-томната си поема „Завладяването на Ханаан“ (10 000 реда римувана реч), в която сравнява американските заселници с древните израилтяни и внушава идеята, че американците са в правото си да изтребят индианците, както древните израилтяни са изтребили ханаанците (Библия, Числа, Глава 33, 50:56).

## Биография и творчество
Дуайт е роден през 1752 г. в Америка, когато страната все още е английска колония. Внук на големия проповедник Джонатан Едуардс. Започва да чете на 4-годишна възраст, на 13 влиза в Йейл и на 19 – завършва. Веднага след това става преподавател в същия университет, а по-късно и негов ректор в продължение на цели 22 години. През 1777 – 1778, по време на войната за независимост, служи като войскови свещеник и пише патриотични стихове.
Като поет Дуайт е член на литературна група от последните две десетилетия на 18 век, известна като „Хартфордски умове“ („Hartford Wits“), в която членуват редица известни на времето си интелектуалци – все почитатели на неокласицизма в изкуството. Те се радват на ентусиазирана читателска публика сред своите сънародници, които ги считат за гениални. Всъщност всички те подражават на английските неокласици (а английските неокласици на свой ред подражават на Омир и Вергилий). Дори в най-известните им произведения липсва оригиналност и свежест. Стихосложението им е тежко и тромаво, темите – отвлечени и пуритански строги, а героите им най-често носят библейски имена.
Дуайт е най-плодовитият сред „Хартфордските умове“. Неговите амбициозни, дълги и измъчени поеми трудно могат да привлекат нечие читателско внимание днес. Специалистите – филолози, литератори и исторически лингвисти, обаче проявяват голям интерес към тях, тъй като дават ценна информация за първите гласове в току-що освободена Америка, разкриват критериите и вкусовете на тогавашната публика и настроенията на едно общество, което скоро ще започне да развива своя характерна култура, коренно различна от европейската.
Поемата „Завладяването на Ханаан“ е публикувана през 1785 г. Тази поема е, така да се каже, дебютът на американския уестърн с главен герой в случая Исус Навин – алегоричен образ на Джордж Вашингтон. Исус Навин е ксенофоб, безмилостно избиващ езичниците ханаанци. Темата е тясно свързана с американския национализъм, с възприемането на новата земя от първите заселници като Обетована земя, а на тях самите – като богоизбран народ. Оттам произхожда и концепцията за „божествена мисия“ на колонистите-пуритани в Америка, тяхното разбиране, че Провидението ги кара да пренесат факела на цивилизацията в дивите земи на индианците. Поетът предвижда:
| „ | Нашите синове ще напреднат далеч, ще обхванат далечни земи И господари ще бъдат те на империя, ширнала се от море до море!... Вдигнете се на война, събудете се от звука на бойни тръби!... А после издигнете кули и островърхи градове към ясното небе! | “ |

Интересно, че в тези редове се натъкваме на лирически призив към превръщане на Америка в това, което доста по-късно (1839) редакторът и журналист Джон О’Съливан ще нарече „Велика нация на бъдещето“. Нещо повече, оказва се, че Дуайт е първоизточникът и на прочутия лозунг „явно предопределение“ (manifest destiny), който, както е прието да се счита, е употребен за първи път през 1845 г. на страниците на „Демократичен преглед“ (Democratic Review) – влиятелно издание на гореспоменатия Джон О’Съливан. В реч, произнесена през 1800 г. в памет на Джордж Вашингтон (починал на 14 декември 1799), Дуайт възхвалява първия президент на Америка по следния начин: „Вашингтон, подобно на Мойсей, бе син на обикновени, но достойни родители... подобно на Мойсей, той изведе своя народ от тиранията към свободата, сочейки пътя напред към едно ново, все още не явно предопределение.“
Друга, много известна (на специалистите) поема от Тимъти Дуайт е „Грийнфийлд Хил“ – 4300 реда смесени стилове и отгласи от други произведения. Поетът стои на хълм в Кънектикът и рисува гледката, описва исторически събития и прави горди пророчески предсказания за страната си, подобно на английските си предшественици. Желанието на поета е да „допринесе за невинните забавления на своите сънародници и за подобряването на техните маниери и икономически, политически и морални разбирания“.
Тимъти Дуайт умира от рак на 11 януари 1817 г. Някога известен и почитан, днес името му е почти забравено.

## Произведения
- America, a Poem (1772)
- The Conquest of Canaan (1785)
- The Triumph of Infidelity (1788)
- The Genuineness and Authenticity of the New Testament (1793)
- Greenfield Hill: A Poem in Seven Parts (1794)
- Triumph of Infidelity, a Satire (1797)
- The Nature and Danger, of Infidel Philosophy (1798)
- Discourse on the Character of Washington (1800)
- Observations on Language (1816)
- Essay on Light (1816)
- Theology Explained and Defended in a Course of 173 Sermons (посмъртно издание, 1818/19; 5 тома)
- Travels in New England and New York (посмъртно издание, 1821/22; 4 тома)

## За него
- Stephen Berk, Calvinism Versus Democracy: Timothy Dwight and the Origins of American Evangelical Orthodoxy. Archon Books, Hamden CN, 1974.
- Charles Cuningham, Timothy Dwight, 1752–1817: A Biography. Macmillan, New York, 1942.
- John R. Fitzmier, New England’s Moral Legislator: Timothy Dwight, 1752–1817. Indiana University Press, Bloomington, 1998.
- Kenneth Silverman, Timothy Dwight. Twayne, New York, 1969. [Twayne’s United States Authors Series]
- Colin Wells, The Devil and Doctor Dwight: Satire and Theology in the Early American Republic. University of North Carolina Press, Chapel Hill, 2002. ISBN 0-8078-2715-0
- Annabelle S. Wenzke, Timothy Dwight. Edwin Mellen Press, Lewiston NY 1989.